# كأس الكاريبي (كونكاكاف)
كأس الكاريبي (بالإنجليزية: CONCACAF Caribbean Cup)‏ و(بالإسبانية: Copa Caribeña de Clubes Concacaf)‏ هي بطولة كرة قدم سنوية لأندية أمريكا الوسطى، ويتم تنظيمها بواسطة اتحاد أمريكا الشمالية والوسطى والكاريبي لكرة القدم (كونكاكاف). يتأهل بطل البطولة مباشرةً إلى دور الـ16 من كأس أبطال الكونكاكاف رفقة بطلي كأس الدوريات وكأس أمريكا الوسطى.
تُوج روبن هود السورينامي بأول ألقاب هذه البطولة بعد فوزه في النهائي على كافاليير الجامايكي 3-0 في موسم 2023.